# Patutahi (rivière)
La rivière Patutahi (en anglais : Patutahi River )  est une rivière de la région du Northland de l’Île du Nord de la Nouvelle-Zélande.

## Géographie
C’est un affluent de la rivière Kaikou, qui s’écoule vers le nord-ouest avant de tourner vers le sud-ouest pour entrer dans la rivière Kaikou à 25 milles (40,2336 km) au sud de la ville de Moerewa.